# Bernd Trocholepczy
Bernd Trocholepczy (* 1952 in Witten/Ruhr) ist ein deutscher römisch-katholischer Theologe.

## Leben
Trocholepczy studierte von 1972 bis 1978 katholische Theologie an der Ruhr-Universität Bochum sowie an der Albert-Ludwigs-Universität Freiburg. Danach wirkte er als wissenschaftlicher Assistent am Arbeitsbereich Fundamentaltheologie und Christliche Religionsphilosophie in Freiburg (1980–1984), als persönlicher Referent des Bischofs von Aachen Klaus Hemmerle (1984–1990) und als Akademischer Rat am Arbeitsbereich für Pädagogik und Katechetik in Freiburg (1990–1997). Dort erfolgte die Promotion (1991) und die Habilitation (1996). Von 1997 bis 2002 war Trocholepczy Professor für Praktische Theologie an der Universität Hannover. Seit 2002 war er Professor für Religionspädagogik und Mediendidaktik an der Johann-Wolfgang-Goethe-Universität Frankfurt am Main und seit 2011 Direktor in der Akademie für Bildungsforschung und Lehrerbildung (ABL) in Frankfurt am Main. Er wurde am 1. April 2020 in den Ruhestand verabschiedet.
Trocholepczy ist verheiratet mit Marie-Luise Trocholepczy, der langjährigen Leiterin der Marienschule Offenbach, und hat ein Kind.

## Werke (Auswahl)
- Rechtfertigung und Seinsfrage. Anknüpfung und Widerspruch in der Heidegger-Rezeption Bultmanns (Freiburger Theologische Studien 146), Freiburg im Breisgau 1991
- Ökumenisches Arbeitsbuch Religionspädagogik, Stuttgart 2000, (gemeinschaftlich mit Harry Noormann und Ulrich Becker)
- Realisation – Verwirklichung und Wirkungsgeschichte. Studien zur Grundlegung der Praktischen Theologie nach John Henry Newman (Internationale Cardinal-Newman-Studien 20), Frankfurt am Main 2010, (gemeinschaftlich mit Günter Biemer)